# Cernadilla
Cernadilla là một đô thị trong tỉnh Zamora, Castile và León, Tây Ban Nha. Theo điều tra dân số 2004 (INE), đô thị này có dân số là 178 người.

## Sự kiện
Vào lúc 00 giờ 30 phút (giờ địa phương) ngày 3 tháng 7 năm 2025, cầu thủ Diogo Jota của đội tuyển bóng đá quốc gia Bồ Đào Nha và Câu lạc bộ bóng đá Liverpool (cũng như em trai Andre Jota) đã tử vong tại đây sau khi chiếc xe Lamborghini của họ bốc cháy.